# Mohammad Sanad
Mohammad Sanad (Cairo, 16 de janeiro de 1991) é um handebolista egípcio que integrou a seleção nacional nos Jogos Olímpicos de Verão de 2016 no Rio de Janeiro, onde a equipe ficou em nono lugar. Atua como ponta direita e joga pelo clube USAM Nîmes Gard.